# Казахстан на Светском првенству у атлетици у дворани 2014.
Казахстан је учествовао на Светском првенству у атлетици у дворани 2014. одржаном у Сопоту од 7. до 9. марта дванаести пут, односно учествовао је под данашњим именом на свим првенствима од 1993. до данас. Репрезентација Казахстана имала је четворо учесника (1 мушкарца и 3 жене), који су се такмичили у три дисциплине (1 мушка и 2 женске).,
На овом првенству Казахстан није освојио ниједну медаљу, а постигнут је један најбољи лични резултат сезоне.

## Учесници
| Мушкарци: - Роман Валијев — Троскок | Жене: - Олга Сафронова — 60 м - Наталија Ивонинска — 60 м препоне - Анастасија Пилипенко — 60 м препоне |  |

## Резултати

### Мушкарци
| Атлетичар     | Дисциплина | Лични рекорд | Квалификације | Квалификације | Финале               | Финале     | Детаљи |
| Атлетичар     | Дисциплина | Лични рекорд | Резултат      | Место         | Резултат             | Место      | Детаљи |
| ------------- | ---------- | ------------ | ------------- | ------------- | -------------------- | ---------- | ------ |
| Роман Валијев | троскок    | 16,64        | 16,22 ЛРС     | 9             | Није се квалификовао | 9 /11 (12) |        |

### Жене
| Атлетичарка          | Дисциплина   | Лични рекорд | Квалификације | Квалификације | Полуфинале            | Полуфинале            | Финале                | Финале       | Детаљи |
| Атлетичарка          | Дисциплина   | Лични рекорд | Резултат      | Место         | Резултат              | Место                 | Резултат              | Место        | Детаљи |
| -------------------- | ------------ | ------------ | ------------- | ------------- | --------------------- | --------------------- | --------------------- | ------------ | ------ |
| Олга Сафронова       | 60 м         | 7,30         | 7,35          | 7. у гр. 1    | Нису се квалификовале | Нису се квалификовале | Нису се квалификовале | 24 / 43      |        |
| Наталија Ивонинска   | 60 м препоне | 8,13         | 8,44          | 7 у гр 4      | Нису се квалификовале | Нису се квалификовале | Нису се квалификовале | 28 / 29 (30) |        |
| Анастасија Пилипенко | 60 м препоне | 8,16         | 8,27          | 7 у гр. 1     | Нису се квалификовале | Нису се квалификовале | Нису се квалификовале | 27 / 29 (30) |        |